# Svartmäklare
En svartmäklare är en person som yrkesmässigt säljer kontrakt på hyresrätter, genom olagliga transaktioner.
Det är i Sverige ej olagligt att tillskansa sig hyreskontrakt svart, men att sälja är däremot olagligt. En fastighetsägare kan dock säga upp en lägenhetsinnehavare som lämnat felaktiga uppgifter till hyresvärden i samband med ett lägenhetsbyte.